# 麥哲倫大區博物館

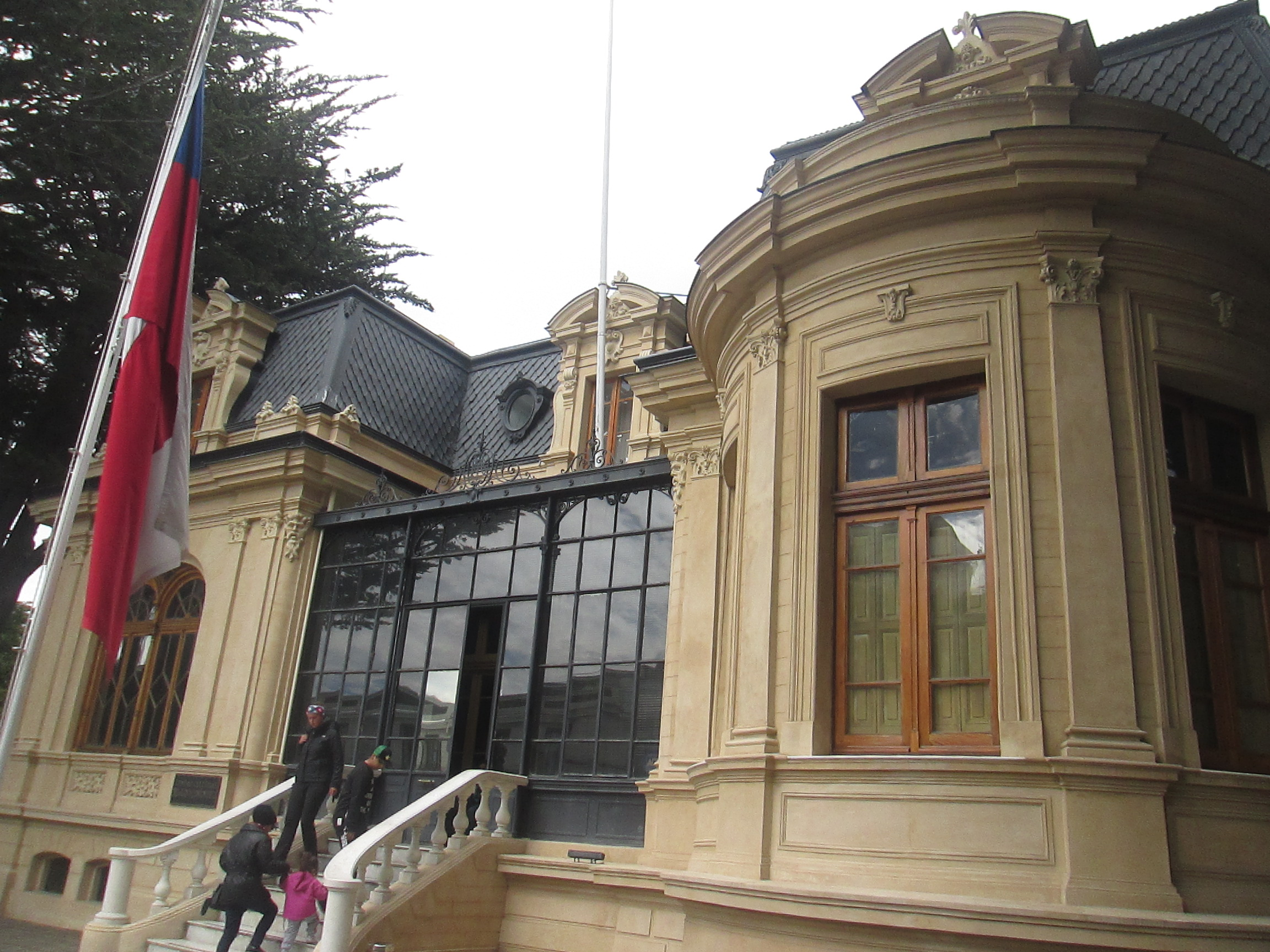
麥哲倫大區博物館

麥哲倫大區博物館（西班牙語：Museo Regional de Magallanes）是位於智利蓬塔阿雷納斯市的博物館，成立於1983年。其藏品展示了麥哲倫-智利南極大區，尤其是蓬塔阿雷納斯市從16世紀到20世紀初的歷史。博物館收藏了來自不同時期的約1,800件物品。

## 外部連結
- 官方網站 （页面存档备份，存于）

53°09′43″S 70°54′22″W / 53.162058°S 70.905985°W